# Acrilonitrilo butadieno estireno
El acrilonitrilo butadieno estireno o ABS (por sus siglas en inglés Acrylonitrile Butadiene Styrene) es un plástico muy resistente al impacto (golpes) muy utilizado en automoción y otros usos tanto industriales como domésticos. Es un termoplástico amorfo.
Se le llama plástico de ingeniería o plástico de alta ingeniería debido a que es un plástico cuya elaboración y procesamiento es más complejo que los plásticos comunes, como son las polioleofinas (polietileno, polipropileno).

## Propiedades mecánicas

Componentes del ABS.

Los bloques de acrilonitrilo proporcionan rigidez, resistencia a ataques químicos y estabilidad a alta temperatura así como dureza, propiedades muy apreciadas en ciertas aplicaciones como son equipos pesados o aparatos electrónicos.
Los bloques de butadieno, que es un elastómero, proporcionan tenacidad a cualquier temperatura. Esto es especialmente interesante para ambientes fríos, en los cuales otros plásticos se vuelven quebradizos.
El bloque de estireno aporta resistencia mecánica y rigidez.
Esta mezcla de propiedades, llamada, por los ingenieros químicos, sinergia, indica que el producto final contiene mejores propiedades que la suma de ellos. El ABS es un ejemplo claro del diseño de materiales en ingeniería química, que busca lograr compuestos de materiales ya existentes en oposición a desarrollar materiales completamente nuevos.

## Características
El rasgo más importante del ABS es su gran tenacidad, incluso a baja temperatura (sigue siendo tenaz a -40 °C). Además es duro y rígido, tiene una resistencia química aceptable, baja absorción de agua, y por lo tanto buena estabilidad dimensional, alta resistencia a la abrasión, y puede recubrirse con una capa metálica con facilidad.
El ABS se puede, en una de sus variantes, cromar por electrólisis dándole distintos baños de metal a los cuales es receptivo.

### Propiedades físico–mecánicas
| Alargamiento en la rotura (%)       | 45        |
| Coeficiente de fricción             | 0,654     |
| Resistencia a la tracción (MPa)     | 41-45     |
| Resistencia al impacto Izod (J/m⁻¹) | 200-400   |
| Absorción de agua en 24 horas (%)   | 0.3-0.7   |
| Densidad (g/cm³)                    | 1,07      |
| Resistencia a la radiación          | Aceptable |
| Resistencia a los ultravioletas     | Baja      |

## Aplicaciones y usos
Se utiliza comúnmente en las siguientes aplicaciones:
- Automotrices: partes cromadas, partes internas en las vestiduras e interiores y partes externas pintadas en color carrocería. También en cascos de motocicleta. Para partes no pintadas se usa el ASA.
- Juguetes: bloques de LEGO, TENTE y airsoft, piezas plásticas de casi todas las figuras de acción de BANDAI, en la gran mayoría de Cubo de Rubik.
- Electrónicas: como carcasas de televisores, radios, videoconsolas, ordenadores, ratones e impresoras.
- Instrumentos musicales: las flautas dulces de plástico y otros instrumentos similares.
- Oficina: grapadoras, carpetas pesadas.
- Impresión 3D: se utiliza como material de impresión. Por medio de la extrusión de delgadas capas del material, se va creando un modelo sólido en tres dimensiones.

Se puede usar en aleaciones con otros plásticos. Así por ejemplo, el ABS con el PVC da un plástico de alta resistencia a la llama que le permite encontrar amplio uso en la construcción de televisores. También se le puede añadir PTFE (teflón) para reducir su coeficiente de fricción, o compuestos halogenados para aumentar su resistencia al fuego.
En los últimos tres años su uso ha disminuido en América Latina y en Norteamérica debido principalmente a la mejora en las propiedades del poliestireno de alto impacto o HIPS que además ha disminuido en precio, ventajas que el ABS no incrementó.
Los principales productores de ABS en América y Europa son BASF (bajo el nombre comercial de Terluran); Lanxess, actualmente INEOS ABS; y GE-plastics, actualmente SABIC. A nivel mundial el primer productor es CHIMEI de Taiwán, y el segundo LG Chem de Corea.